# 亚德兰卡·科索尔

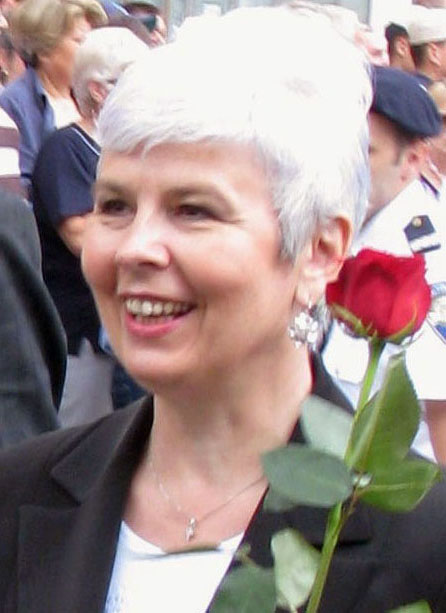
亚德兰卡·科索尔

亚德兰卡·科索尔（1953年7月1日—）生于南斯拉夫的克罗地亚共和国帕克拉茨，是克罗地亚的政治人物和记者，克罗地亚第一位女总理。

## 簡歷
科索尔毕业于萨格勒布大學的法學院，1972年开始成为一名记者。在二十世纪九十年代克罗地亚独立战争期间，她作为电台记者，节目涵盖战争主题，如难民和伤残退伍军人问题。在这段时间内她还为BBC服务。
1995年，她作为克羅地亞民主聯盟的成员当选为克罗地亚议会议员，并且成为议会副议长。科索尔1995年至1997年，2002年至今担任克羅地亞民主聯盟副主席。2003年12月，克羅地亞民主聯盟主席伊沃·萨纳德出任政府总理，她担任副总理兼家庭和卫国者事务部部长。
2005年，克羅地亞民主聯盟提名她为总统候选人。在第二轮投票中，他败给了斯捷潘·梅西奇。
2009年7月1日，克罗地亚总理伊沃·萨纳德辞职，并推荐她为下届总理。7月3日，斯捷潘·梅西奇任命她为总理，她是克罗地亚历史上第一位女总理。
科索尔才华出众，18岁就出版了第一本诗集，此后陆续出版了三本书，包括诗集和关于克罗地亚独立战争的书。